# 안토니 브렌타노
안토니 브렌타노(독일어: Antonie Brentano, 1780년 5월 28일 - 1869년 5월 12일)는 자선가, 미술품 수집가, 예술가 후원자로, 루트비히 판 베토벤의 절친한 친구였다.

## 생애
“요한나 안토니 요제파 에들레 폰 버켄스탁”(Johanna Antonie Josefa Edle von Birkenstock)이라는 이름으로 빈에서 태어나 “토니”(Toni)라고 불렸다. 아버지는 오스트리아의 외교관, 교육 개혁자, 미술품 수집가인 “요한 멜키오르 에들레 폰 버켄스탁”(Johann Melchior Edler von Birkenstock, 1738년-1809년), 어머니는 "카롤리나 요제파 폰 헤이"(Carolina Josefa von Hay, 1755년-1788년)였다. 형제는 세 명이 있었지만, 그 중 두 명은 유아기에 사망했다.
아버지는 마리아 테레지아와 요셉 2세의 고문을 지낸 인물이었고, 베토벤이 《피아노 소나타 15번》을 헌정한 요제프 폰 존넨펠츠 남작과는 아내를 통한 인연으로 의형제 관계였다. 어머니는 흐라데츠크랄로베의 개혁파 주교였던 “얀 레오폴트 리터 폰 헤이”(Jan Leopold Ritter von Hay, 1735년-1794년)의 여동생이다.
1782년부터 1784년 경 까지 버켄스탁 일가는 프랑크푸르트에서 살고 있었으며, 이곳에서 안토니의 형제들은 태어나자마자 목숨을 잃었다. 요한 멜키오르가 브렌타노 가문과 알게 된 것은 이 시기였을 가능성도 있다. 빈에서 가족은 40실을 가진 란트슈트라세 교외, 에르트베르크가세 98(현재의 에르트베르크슈트라세 19)의 저택에 거주하고 있었다. 저택은 대규모 도서관을 갖추고 있었고, 버켄스탁의 다수의 미술품 컬렉션도 담겨 있었다.
안토니는 여덟 살을 맞이하기 열흘 전 어머니가 전염병으로 타계하면서 프레스부르크에 있는 우르줄라 여자 수도원 병설 학교로 보내졌다.
1797년 9월 모두 작가로 알려진 클레멘스 브렌타노(1778년-1842년)와 베티나 폰 아르님(본명: 엘리자베트 카타리나 루도비카 마그달레나 브렌타노, 1785년-1859년)의 이복 형제에 해당하는 부유한 프랑크푸르트 상인 프란츠 브렌타노(1765년-1844년)가 이복 여동생인 조피 브렌타노(1776년-1800년)와 그의 계모인 프리델리케 브렌타노(구 성 로텐호프, 1771년-1817년)를 빈으로 보내 안토니와 면회시켰다. 프란츠는 1796년 말 혹은 1797년 초에 안토니와 가볍게 만났다. 안토니의 아버지와의 오랜 협상 결과 프란츠와 안토니는 1798년 7월 23일 빈 슈테판 대성당에서 결혼하게 되었다. 결혼한 지 8일 만에 두 사람은 빈을 떠나 프랑크푸르트로 떠났다. 안토니와 프란츠는 여섯 명의 아이를 두었다.
1809년 8월 안토니는 병으로 쓰러진 아버지를 돌보기 위해 빈으로 돌아갔지만, 아버지는 같은 해 10월 30일 이 세상을 떠났다. 아버지의 사후에도 그 미술품 컬렉션을 정리하고 매각을 관리하기 위해 빈에 3년간 머물렀다. 프란츠는 스스로 운영하는 사업의 거점을 빈에 설립하고 그곳에서 아내와 합류했다.
베티나 폰 아르님은 서간체로 쓴 소설 《괴테와 한 아이의 왕복서간》에서 버켄스탁의 컬렉션에 대해 다음과 같이 적고 있다. “나는 프라터의 전경을 바라보는 오래된 탑에 굉장히 만족하고 있다. 이천 개의 조각, 똑같은 그림, 이백 개의 골동품 항아리, 또 에트루리아의 램프, 대리석 꽃병, 골동품 파편인 사지, 중국 드레스, 동전, 광물 수집품, 해양 생물, 망원경, 수많은 지도, 고대의 묻힌 왕국과 도시의 설계도, 능숙하게 새겨진 지팡이, 귀중한 자료, 그리고 마지막으로 카롤루스 대제의 검, 나는 이들 한 가운데에 있다. 우리를 둘러싸는 이들 모두는 무질서하게 빛을 발하면서 눈앞에 닥친 구분을 기다리고 있다. 따라서 만져질 수 있는 것이나 알고 있는 것은 아무것도 없다. 만개한 밤나무, 그리고 그 등 뒤로 우리를 업고 달려가는 다뉴브강과 함께, 영구적인 미술관이라는 것은 존재하지 않는다.”  
브렌타노 일가는 이 시기에 베토벤(1810년), 괴테(1812년)와의 면식을 각각 얻고 있다.

## 메이너드 솔로몬의 "불멸의 연인"설
미국의 베토벤 학자인 메이너드 솔로몬은 1977년의 평론 《안토니 브렌타노와 베토벤》(Antonie Brentano and Beethoven)에서, 안토니가 베토벤의 "불멸의 연인"이라고 발표했다.
솔로몬의 가설은 큰 지지를 받았지만, 골트슈미트, 베어스, 토마스 산 갈리, 올트먼, 탈렌바흐 등에 의해 널리 의심받았다. 솔로몬 자신도 근거가 기껏해야 상황 증거에 머무르는 것을 인식하고 있었다. 베토벤은 안토니의 남편과 친밀한 친구 관계를 구축하고 있었으며, 이것을 베토벤의 도덕 규범에 비추어 보면, 그가 친구의 아내와 연애 관계에 있었다고 생각하기 어렵다. 게다가 브렌타노 부부의 관계가 솔로몬의 취지에 맞을 만한 사이가 아니었다는 확실한 증거가 있다.
"불멸의 연인"으로서 가능한 다른 후보로는 테레제 브룬스비크(1775년-1861년), 요제피네 브룬스비크(1779년-1821년), 안나 마리아 에르되디(1779년- 1837년), 아말리 제발트(1787년-1846년), 줄리에타 귀차르디(1782년-1856년) 등이 있다.
최근 들어서는 솔로몬의 안토니 가설이 최종적으로 철저한 반론을 받기에 이르렀다. 이 오랜 의문에 대한 답은 베토벤의 고명한 편지의 두 번째 부분에서 이미 찾아낼 수 있다.
1. "월요일 - 목요일 - 이때에만 우편마차가 여기에서 K로 향합니다."
2. "당신이 나로부터 첫 메시지를 받는 것은 아마 토요일 이후일 것입니다."

베토벤이 이를 기록한 것은 7일 화요일의 테플리체였으며, 안토니 브렌타노가 동시기에 「K」(카를로비바리)에서 몇 주간 체류 중이었다는 것을 잘 알고 있었다. 테프리체에서 카를로비바리까지가 100km의 거리라고 보면, 우편마차는 불과 1일 밖에 걸리지 않는다. 그러므로 편지가 안토니에게 보내진 경우, 그녀는 최소한 금요일 오전에 이것을 받게 된다. 그러나 만약 목적지의 인물이 그 편지를 '아마도' 토요일 이전에 받지 않을 것이라고 베토벤이 생각했다면, 그 인물은 서쪽으로 테플리체에서 이틀, 카를로비발리에서 하루 더 걸리는 장소에 있어야 한다. 다음 큰 도시는 에게르로, 카를로비바리에서 약 50km의 거리에 있다. 그 다음은 10km 더 떨어진 프란티슈코비 라즈네이다. 이제 안토니가 제외되는 것은 확실하다. 오스트리아 황제가 1812년 7월 5일에 임시 프란티슈코비 라즈네에 있었고, 요제피네의 첫 남편이 황제와 사적인 친구인 것을 감안했을 때, 베토벤과 7월 3일, 4일에 만났던 요제피네가 같은 땅에서 남편을 만나려 했다고 생각하면 앞뒤가 맞는다.